# Idioma tamanaco
El tamanaco, tamanaku (autoglotónimo: tamañkú) es una lengua caribe extinta, hablada históricamente en Venezuela. Esta lengua se extinguió hacia finales del siglo XIX o principios del siglo XX. Gran parte de lo que se sabe del idioma se debe al trabajo del jesuita y lingüista Filippo Salvatore Gilii. 
La lista de palabras más antigua del tamanaku fue publicada por Gilij en 1780, tras su estancia de 20 años entre los tamanaku, que comenzó alrededor de 1750. 

## Clasificación
El tamanaco es parte de la familia Caribe muy cercano al también extinto chaima. Está también relacionado con el idioma panare y en menor grado con el idioma pemón, pero no debe confundirse con el Dialecto del Itoto Majun que lleva su mismo nombre.

## Fonología

### Consonantes
|             | Bilabial | Alveolar | Palatal | Velar | Glottal |
| ----------- | -------- | -------- | ------- | ----- | ------- |
| Glotal      | p        | t        |         | k     | ʔ       |
| Africada    |          |          | ts (dz) |       |         |
| Fricativa   | [β]      |          |         |       | [h]     |
| Nasal       | m        | n        | [ɲ]     |       |         |
| Líquida     |          | r [l]    |         |       |         |
| Aproximante | w        |          | j       |       |         |

Los fonemas oclusivos pueden tener alófonos sonoros de [b d ɡ]. Los alófonos de /p, n, r/ incluyen [β h ɲ l].

### Vocales
|       | Anterior | Central | Posterior |
| ----- | -------- | ------- | --------- |
| Alta  | i ĩ      | ɨ ɨ̃     | u ũ       |
| Media | e ẽ      | ə ə̃     | o õ       |
| Baja  |          | a ã     |           |

## Descripción lingüística

### Comparación léxica
A continuación una lista comparativa de algunas palabras del idioma tamanaku y pemón, así como también del idioma itoto maimury, con el cual cuenta más similitudes, algunas palabras pueden escribirse distinto pero sonar igual.
| Tamanaco | Pemón      | Itoto majun | PROTO- CARIBE | GLOSA           |
| -------- | ---------- | ----------- | ------------- | --------------- |
| ure      | yuurö      | ure         | *u-           | 'yo'            |
| tuna     | tuna       | tuna        | *tuna         | 'agua'          |
| canepo   | konok      | konopo      | *konopo       | 'lluvia'        |
| nuna     | nuna       | nuno        | *nunə         | 'luna, mes'     |
| peje     | pei        | peje        | *pej-         | 'tortuga tekei' |
| tevin    | töukin     | tewin       | *təwinə       | 'uno'           |
| achake   | sakü'ne    | aisake      | *acəkə(ne)    | 'dos'           |
| achilove | seurawö'ne | aisoroaw    | *əcerawə      | 'tres'          |
| ipáliche | pemon      | itoto       | *karipona     | 'hombre'        |
| paruru   | paturu     | paruru      | *paturu       | 'banana'        |
| prutpe   | pu'pai     | pùpoo       | *pu-tupə      | 'cabeza'        |
| yanuru   | enu        | januru      | *ənu-ru       | 'ojo'           |
| veyu     | wei        | weju        | *weju         | 'sol'           |